# Josué Pesqueira
Josué Filipe Soares Pesqueira, meglio noto come Josué (Ermesinde, 17 settembre 1990), è un calciatore portoghese, centrocampista del Coritiba.

## Palmarès

### Club

#### Competizioni nazionali
- Coppa del Portogallo: 1

Braga: 2015-2016
- Supercoppa di Turchia: 1

Akhisar Belediyespor: 2018
- Coppa d'Israele: 1

Hapoel Be'er Sheva: 2019-2020
- Coppa di Polonia: 1

Legia Varsavia: 2022-2023
- Supercoppa di Polonia: 1

Legia Varsavia: 2023

### Individuale
- Capocannoniere della Coppa di Lega portoghese: 1

2012-2013 (5 gol)